# Гребец двуточечный
Гребец двуточечный (лат. Agabus bipustulatus) — вид жуков-плавунцов подсемейства Agabinae.

## Распространение
Гребец двуточечный обширно распространённый вид. Встречается на территории в Палеарктике, Афротропике, Ближнем Востоке и Северной Африке. В Европе встречается почти везде за исключением некоторых маленьких стран и островов, а именно: Канарские острова, Земля Франца-Иосифа, Гибралтар, Мадейра, Мальта, Молдавия, Монако, Северо-Эгейские острова, Новая Земля, Сан-Марино, острова Селваженш, Шпицберген и Ян-Майен, а также Ватикан.

## Описание
Жук достигает до сантиметра в длину.

## Экология и местообитания
Населяет прибрежную зону стоячих или текущих водоёмов с богатой растительностью. И имаго и их личинки являются хищниками. Самка откладывает яйца на водную растительность в период от осени по весну. Взрослые личинки, как и у всех плавунцов, выползают на берег и строят под камнями или другими предметами земляную колыбельку, где и окукливаются.

## Подвиды
- Agabus bipustulatus bipustulatus
- Agabus bipustulatus dolomitanus
- Agabus bipustulatus falcozi
- Agabus bipustulatus kiesenwetterii
- Agabus bipustulatus pyrenaeus
- Agabus bipustulatus solieri